# 白毛茶
白毛茶产于中国南岭山区，白毛茶经过工后的茶芽的毫毛如白霜，因而得名。
白毛茶茶汤香持久，饮之可生津解渴、醒脑提神、消食开胃，并对呕吐、龋齿、口臭、高血压等病症有一定的辅助治疗作用。